# Tamaqua, Pennsylvania
Tamaqua, Pennsylvania (енгл. Tamaqua) град је у америчкој савезној држави Пенсилванија.

## Демографија
По попису из 2010. године број становника је 7.107, што је 67 (-0,9%) становника мање него 2000. године.
| Група             | 2000.         | 2010.         |
| Белци             | 7.018 (97,8%) | 6.708 (94,4%) |
| Афроамериканци    | 13 (0,2%)     | 47 (0,7%)     |
| Азијати           | 16 (0,2%)     | 23 (0,3%)     |
| Хиспаноамериканци | 93 (1,3%)     | 252 (3,5%)    |
| Укупно            | 7.174         | 7.107         |